# Musius quadrinodosus
Musius quadrinodosus är en skalbaggsart som beskrevs av Leon Fairmaire 1889. Musius quadrinodosus ingår i släktet Musius och familjen långhorningar.
Artens utbredningsområde är Madagaskar. Inga underarter finns listade i Catalogue of Life.